# Ortalis semivitta
Ortalis semivitta är en tvåvingeart som först beskrevs av Walker 1865.  Ortalis semivitta ingår i släktet Ortalis och familjen bredmunsflugor. Inga underarter finns listade i Catalogue of Life.